# The Pink Swastika
The Pink Swastika: Homosexuality in the Nazi Party (em português: A Suástica Rosa: Homossexualidade no Partido Nazi) é um livro publicado em 1995 por Scott Lively e Kevin Abrams, que traz boatos sobre uma possível homossexualidade dentro do Partido Nazi, levantando suspeitas sobre a sexualidade de Adolf Hitler. O livro já está na sua quinta edição, e recebeu muitas críticas dos historiadores pelo seu conteúdo.